# AYAKA -綾島奇譚-
《AYAKA -綾島奇譚-》是由Studio Blanc製作的日本電視動畫。2022年10月26日宣布製作，2023年7月至9月在TOKYO MX等電視台播出。

## 角色列表
八凪幸人
声 - 上村祐翔、羊宮妃那（幼少期）
沙川盡義
声 - 寺島拓篤、村井美里（幼少期）
鞍馬春秋
声 - 鳥海浩輔
伊吹朱
声 - 梅原裕一郎
福分茶太郎
声 - 梶原岳人
天乃夜胡
声 - 榊原優希
一條茨
声 - 花澤香菜
稻生三次
声 - 飛田展男
尼宮百百子
声 - 早見沙織

## 製作人員
- 原作：GoRA、KING RECORDS[6]
- 導演：長山延好
- 系列構成：來樂零
- 動畫製作：スタジオブラン
- 製作：Project AYAKA

## 主題曲
片頭曲「AYAKASHI」
主唱：angela
作詞：atsuko，作曲：atsuko、KATSU，編曲：KATSU。
片尾曲
主唱：saji
作詞、作曲：ヨシダタクミ，編曲：、中島生也。

## 各話列表
| 話數   | 標題                     | 劇本       | 分鏡                 | 演出                 | 作畫監督                                                               | 總作畫監督                           | 首播日期      |
| ------ | ------------------------ | ---------- | -------------------- | -------------------- | ---------------------------------------------------------------------- | ------------------------------------ | ------------- |
| 第1話  | 你試著飛飛看             | 來樂零     | 長山延好             | 柴田裕介             | 中山和子、南波天、川本由記子、柴田裕介、神龍、光之園動畫、Studio R.A   | 金子美咲、中山和子                   | 2023年 7月1日 |
| 第2話  | 未免喝太多了吧           | 鈴木鈴     | 長山延好、青木香奈枝 | 青木香奈枝           | 南波天、光之園動畫、                                                   | 金子美咲、中山和子                   | 7月8日        |
| 第3話  | 那兩人之間一言難盡       | あざの耕平 | 柴田裕介             | 柴田裕介、吉田公貴   | 南波天、SAS、BigOwl、光之園動畫                                        | 金子美咲、中山和子、柴田裕介         | 7月15日       |
| 第4話  | 你一定辦的到             | 宮沢龍生   | 長山延好、青木香奈枝 | 石栗和弥、青木香奈枝 | 二瓶令暁、河村涼子、Triple A、STUDIO CL、光之園動畫                    | 金子美咲、中山和子、南波天           | 7月22日       |
| 第5話  | 那就給我酒錢吧           | 古橋秀之   | 渡真利晃喜           | 渡真利晃喜           | 申榮淳、Kidi、覃启若、欧文莹侠、SAS、光之園動畫、Triple A、BigOwl      | 中山和子、南波天                     | 7月29日       |
| 第6話  | 師父在的話肯定會臭罵一頓 |            | 長山延好、石栗和弥   | 渡真利晃喜、石栗和弥 | 二瓶令暁、岩永遼太、STUDIO CL、SAS、BigOwl、光之園動畫                 | 金子美咲、中山和子、南波天           | 8月5日        |
| 第7話  | 別再講以前的事了         | 高橋弥七郎 | 柴田裕介             | 一居一平             | 、BigOwl、Triple A、                                                   | 金子美咲、中山和子、柴田裕介、南波天 | 8月12日       |
| 第8話  | 你現在表情變得不錯嘛     |            | 石栗和弥             | 石栗和弥             | 、Triple A、Revival、光之園動畫、神龍                                  | 中山和子、南波天、                   | 8月19日       |
| 第9話  | 這一點都不好笑           | 古橋秀之   | 渡真利晃喜           | 谷澤篤二             | 小林花緒、申榮淳、Triple A、                                           | 中山和子、南波天、                   | 8月26日       |
| 第10話 | 我會陪你一起去           | 来樂零     | 青柳宏宜             | 石栗和弥             | 、覃启若、李晨晨、方滿、周俊杰、星野光、BigOwl、Triple A、寧波麦冬映画 | 中山和子、南波天、柴田裕介           | 9月2日        |
| 第11話 | 幸人 跳下去吧            | 鈴木鈴     | 渡真利晃喜           | 渡真利晃喜           | 、覃启若、周俊杰、欧文莹侠、小神、寧波麦冬映画、Revival、              | 中山和子、南波天、柴田裕介           | 9月9日        |
| 第12話 | 不要說那種難為情的話     | 高橋弥七郎 | 石栗和弥             | 住石亞蘭             | 中山和子、南波天、柴田裕介、覃启若、周俊杰、欧文莹侠、BigOwl、Revival  | 中山和子、南波天、柴田裕介           | 9月16日       |

## 播映平台
| 播映國家、地區 | 播映平台       | 播映日期              | 播映時間              | 備註 |
| -------------- | -------------- | --------------------- | --------------------- | ---- |
| 台灣           | 巴哈姆特動畫瘋 | 2023年7月2日－9月17日 | 星期日 01:00（UTC+8） |      |

## 外部連結
- 電視動畫官方網站（日語）
- 電視動畫的X（前Twitter）（日語）